# Siamogale
Siamogale — викопний рід гігантських видр пізнього міоцену — початку пліоцену Східної Азії. Наразі відомо три види: S. thailandica і S. bounosa з Таїланду та S. melilutra з Китаю.